# Luftskib L 9
Luftskib L 9 (fabriksnr. LZ 36) blev bygget af Luftschiffbau Zeppelin i Friedrichshafen til den tyske Kaiserliche Marine og foretog sin første flyvning 8. marts 1915. Det var en overgangsmodel i O-klassen.

Luftskibet var mest stationeret i Hage i Østfrisland og var nær blevet skudt ned over Nordsøen 25. april 1916.
I juli 1916 var det stationeret i Tønder.
L 6 og L 9 udbrændte i dobbelthallen i Fuhlsbüttel 16. september 1916 ved et ikke fuldt opklaret uheld med gaspåfyldning.

## Kommandanter og 1. officerer ombord
Luftskibet var stationeret i Nordholz ved Cuxhaven, Hage i Østfrisland, Tønder, Seddin ved Stolp (polsk:Słupsk) i Bagpommern og Fuhlsbüttel ved Hamborg og udførte foruden 4 bombetogter i alt 74 rekognosceringer.
- 15. marts 1915 tiltrådte kaptajnløjtnant Heinrich Mathy som kommandant og premierløjtnant Friemel som 1. officer. De stationeredes 18. marts i Nordholz og 10. april i Hage, hvor luftskibet var stationeret i 14½ måneder. Mathy hoppede 2. oktober 1916 i døden fra L 31, som blev skudt i brand ved byen Potters Bar nord for London.[2]
- 24. juni 1915 tiltrådte kaptajnløjtnant Odo Löwe som kommandant og søløjtnant Braunhof som 1. officer
- 19. oktober 1915 tiltrådte kaptajnløjtnant Martin Dietrich som kommandant og søløjtnant Eisenbeck som 1. officer
- 22. december 1915 tiltrådte kaptajnløjtnant Eduard Prölß som kommandant og søløjtnant Brand som 1. officer. Se L 37
- 27. marts 1916 tiltrådte hauptmann August Stelling som kommandant og søløjtnant Schüz som 1. officer
- 10. juni 1916 tiltrådte kaptajnløjtnant Hermann Kraushaar som kommandant og søløjtnant Ernst Zimmermann som 1. officer. De overtog luftskibet i Hage, men flyttedes 2. juli til Tønder og udførte 14 ture
- 14. juli 1916 tiltrådte kaptajnløjtnant Wilhelm Ganzel som kommandant og søløjtnant Richard Frey som 1. officer. De overtog luftskibet i Tønder, flyttedes 3. august til Seddin og udførte 6 ture
- 8. august 1916 tiltrådte kaptajnløjtnant Hollender som kommandant og søløjtnant Richard Frey som 1. officer. Stationeret i Seddin
- 8. september 1916 tiltrådte kaptajnløjtnant Gayer som kommandant og søløjtnant Loewisch som 1. officer. Stationeret i Fuhlsbüttel

## Mathys bombning ved Blyth i Northumberland 14. april 1915
L 9 med kommandant Heinrich Mathy fløj 14. april 1915 fra Hage vest om Jylland og Norge mod Nordøstengland og nåede kl. 19.30 Blyth i Northumberland 20 km nord for Newcastle upon Tyne. Himlen var mørk og diset da luftskibet i lav højde fulgte floden Blyth nordvestpå mod Sleekburn. Nogle soldater på vejen begyndte at skyde mod luftskibet, som fortsatte østover Cambois og hjem mod Østfrisland.
Bomber kastedes mod kul-anlæg, men ramte marker og gjorde ringe skade på ejendom og ild fra brandbomber slukkedes hurtigt.
Et par fly, som sendtes afsted, fandt ikke luftskibet.

## Mathys træfninger med ubåde i maj 1915
Den 3. maj 1915 var Mathy med L 9 på rekognoscering over Nordsøen, da han så 4 britiske ubåde på overfladen og begyndte at angribe. De 3 ubåde dykkede hurtigt, men HMS E5 begyndte at skyde mod luftskibet, som svarede igen da HMS E5 begyndte at dykke, uden at gøre skade.
Senere opdagede L 9 ubåd HMS E4 i overfladen og angreb den med bomber, men ubåden dykkede væk og alle overlevede.
HMS E4 blev også 24. september 1915 angrebet af luftskib SL 3.
Senere opdagede Mathy igen en ubåd i overfladen og nærmede sig mens ubåden skød fra sig, men ubåden dykkede inden L 9 kunne angribe.
Samme måned sejlede HMS E13 fra Harwich for at patruljere den tyske kyst og fik L 9 i sigte og skød efter det, men luftskibet svarede igen med flere bomber og tvang ubåden til at dykke. På samme patrulje så HMS E13 et par tyske hjælpekrydsere uden det kom til angreb.
Tysk wikipedia beretter om en tilsvarende episode med HMS E8, som synes at være forvekslet med E13. I august 1915 gik HMS E13 i øvrigt på grund ved Saltholm og blev trods dansk neutralitet ødelagt af de tyske torpedobåde SMS G 132 og SMS G 134, hvorved halvdelen af ubådsmandskabet omkom.

## Mathys bombninger i og ved Hull i juni 1915
L 9 kommanderet af Heinrich Mathy udførte i juni 1915 fra basen i Hage et mislykket og 2 døgn senere et vellykket angreb mod Kingston upon Hull ved Humber-fjorden.

### Nord for Hull 4./5. juni 1915
L 9 ankom om aftenen den 4. juni 1915 syd for Flamborough Head og ventede der i 50 minutter, for så kl. 23.45 at krydse Yorkshires kyst og flyve 20 km ind i landet.
Der kastedes en brandbombe mellem landsbyerne Kilham og Langtoft og 2 højeksplosive bomber på en mark og en have.
Tågen gjorde det svært at finde sydpå til Hull, så L 9 returnerede mod Flamborough Head, hvor det kom under beskydning fra kystvagten.

Samme nat foretog marineluftskibet Schütte-Lanz SL 3 (Fritz Bömack) et togt til samme område og befandt sig ved Flamborough Head kl. 0.30 for så at gå ind i landet og kaste et par bomber ved Driffield.
Ved udmundingen af Thames bombarderede L 10 (Klaus Hirsch) samme nat byen Sittingbourne.

### Hull 6./7. juni 1915
Allerede 2 døgn senere fulgtes L 9 og L 10 til Norfolk i et angreb der egentlig var planlagt mod London, men mens L 10 vendte om fortsatte L 9 nordpå for at rekognoscerede og ankom kl. 23.10 syd for Flamborough Head, hvor der kastedes en lysbombe over Bridlington.
Da tågen begyndte at lette fulgte L 9 jernbaneskinnerne mod syd og fandt havnen i Hull, hvor det første af krigens 8 bombardementer indledte mod byen. Der kastedes 13 højeksplosive og 50 brandbomber, som i alt dræbte 24 og sårede 40.
Den eneste modstand som mødtes var fra skibet HMS Adventure som lå til reparation i havnen.
Der var store skader i bymidten nær Holy Trinity Church hvor en bombe nedbrændte Edwin Davis butikken og stor skade på Market Place og High Street.
Der var dræbte i East Street, South Parade, Campbell Street og Porter Street.

## Löwes bombning af Goole 9. august 1915
Kaptajnløjtnant Odo Löwe overtog 24. juni kommandoen over L 9 havde planer om at bombe Hull natten mellem 9. og 10. august 1915, men et par fly fra RNAS drev luftskibet omkring 40 km længere vestpå langs floden Ouse til Goole, hvor der i retning fra øst mod vest blev kastet 8 eksplosive og 13 brandbomber, dræbte 16 og sårede 11.

Blandt de dræbte var den 65-årige enke og fiskehandler Sarah Acaster, hendes 2 voksne døtre og en besøgende.
Alle dræbte blev begravet i en fællesgrav.
Desuden ramte luftskibet dokker og jernbanesidelinjer i Goole og på vej tilbage til kysten mod nordøst ramte 3 brandbomber marker ved Hotham.

## Löwes bombning af Skinningrove 8. september 1915
Om aftenen den 8. september 1915 bombarderede L 9 jernværket i Skinningrove øst for Middlesbrough i North Yorkshire.
Jernværket slap heldigt fra angrebet, men det kunne have gået værre, for bl.a. ramte en bombe jernbaneskinnerne mellem 2 lagerbygninger med hhv. benzol og TNT.
3 jagerfly lettede fra RNAS i Redcar, men L 9 var væk over Nordsøen inden de nåede op i rette skudhøjde.

Samme nat forårsagede L 13 (Mathy) stor skade over London og L 14 (Alois Böcker) en del skade i Dereham, Norfolk.

## Stellings rekognoscering over Nordsøen 25. april 1916
Under bombardementet af Yarmouth og Lowestoft den 25. april 1916 rekognoscerede August Stelling og Schüz med L 9 over Nordsøen i 900 meters højde 40 miles øst for Lowestoft, hvor luftskibet kl. 04.38 blev opdaget af 2 RAF B.E.2c biplan fra RNAS ført af Vincent Nicholl og Frederick Hards, som egentlig var på jagt efter L 21 (Max Dietrich) og andre luftskibe, der bombarderede England den nat.
Jagten på L 9 forløb over 25 miles indtil 65 miles fra kysten og flyene skal have dykket ned mod luftskibet i få hundrede fods afstand og beskudt det med bomber og de såkaldte ranken darts.
Hards troede at nogle af hans pile havde ramt, men L 9 nåede hjem til Hage i sikkerhed.

Nicholl og Hards blev 22. juni hædret med DSC-korset.

Den 31.maj 1916, forud for søslaget ved Jylland, regnoscerede Stelling 100 miles øst for Sunderland, men med maskinskade måtte L 9 trække sig tilbage uden at have fundet den engelske flåde.

## Stationeret i Tønder 2. juli til 3. august 1916
Under ledelse af kaptajnløjtnant Hermann Kraushaar som kommandant og søløjtnant Ernst Zimmermann som 1. officer flyttedes luftskibet 2. juli 1916 fra Hage til Tønder.
De afløstes 14. juli 1916 af kaptajnløjtnant Wilhelm Ganzel som kommandant og søløjtnant Richard Frey som 1. officer, som 3. august flyttede luftskibet til Seddin.

## L 6 og L 9's brand i Fuhlsbüttel 16. september 1916
Den 16. september 1916 befandt luftskibene L 6 og L 9 sig i dobbelthallen i Fuhlsbüttel, hvor L 6 var hængt op og fik gennemblæst og påfyldt sine gasceller med brint, da der opstod flammer, som hurtigt rev L 6's midtersektion i stykker, mens de tilstedeværende flygtede.
Begge luftskibe eksploderede og brændte i et par timer, mens det meste af hallens tag blæste bort.

Årsagen til eksplosionsbranden blev aldrig endelig bevist, men i en rapport til sine foresatte, fremsatte luftskibschef Peter Strasser den hypotese, at rustpartikler fra tryktankene var kommet ind i luftskibet via brintslangen og undervejs var blevet statisk ladet.
Ulykken kan sammenlignes med L 18's brand i Tønder 17. november 1915, hvor et gasrør sprang læk, og den store eksplosion i Ahlhorn 5. januar 1918, hvor 5 luftskibe og 4 haller ødelagdes.
Dobbelthallen i Fuhlsbüttel blev hastigt genopbygget, men er sidenhen nedrevet.

## Eksterne links
- Zeppelin L 9 - Luftschiffe in Tondern Arkiveret 14. august 2017 hos  Wayback Machine - zeppelin-museum.dk
- LZ 36 - luftschiff.de
- LZ36 Arkiveret 28. oktober 2014 hos  Wayback Machine - sebastianrusche.com
- Lz36 - L9 Arkiveret 2. november 2014 hos  Wayback Machine - p159.phpnet.org (fransk)
- Luftschiff Zeppelin 36, typ o, III 1915 Arkiveret 18. maj 2008 hos  Wayback Machine - mars.slupsk.pl (polsk)
- LZ36(L9) - air-ship.info (kinesisk)
- 16-Sep-1916 Zeppelin LZ.36 - Aviation Safety Network

1. ↑  Les zeppelins de série o Arkiveret 9. oktober 2014 hos  Wayback Machine - lzdream.net
2. ↑  Mathy, Kapitanleutnant Heinrich (1883-1916) - gwpda.org
3. ↑  The airship raid of 14 April 1915 - The Birth of the Royal Air Force, af Ian Philpott (2013). ISBN 9781473831704
4. ↑  HM Submarine E13 Arkiveret 25. november 2014 hos  Wayback Machine - csubmarine.org
5. ↑  4th/5th June 1915 Arkiveret 2. november 2014 hos  Wayback Machine - iancastlezeppelin.co.uk
6. ↑  The first Hull Blitz: How Zeppelins brought horror of WW1 to the home front Arkiveret 2. november 2014 hos  Wayback Machine - hulldailymail.co.uk
7. ↑  6th/7th June 1915 Arkiveret 2. november 2014 hos  Wayback Machine - iancastlezeppelin.co.uk
8. ↑  Zeppelins (Hull in the First World War) - paul-gibson.com
9. ↑  Terror of the 'buzzer nights' Arkiveret 26. marts 2009 hos  Wayback Machine - yorkshirepride.co.uk
10. ↑  Zeppelin Raids Memorial Arkiveret 2. november 2014 hos  Wayback Machine - hullandeastridingatwar.co.uk
11. ↑  The Zeppelin Raids. How did First World War Zeppelin raids affect British civilians? - nationalarchives.gov.uk
12. ↑  Air Raids on Hull - ww1hull.org.uk
13. ↑  Zeppelin Attack - thegooleexperience.weebly.com
14. ↑  9th/10th August 1915 (Webside ikke længere tilgængelig) - iancastlezeppelin.co.uk
15. ↑  An East Coast Raid - goolefirstworldwar.blogspot.dk
16. ↑  8th/9th September 1915 (part 1) Arkiveret 20. februar 2021 hos  Wayback Machine - iancastlezeppelin.co.uk
17. ↑  Battle of Britain 1917: The First Heavy Bomber Raids on England, af Jonathan Sutherland (2006). ISBN 9781783460359
18. ↑  Air Vice-Marshal F G D Hards - rafweb.org
19. ↑  Some Zeppelin strafers - mainlesson.com
20. ↑  Flight Lieutenant Vincent Nicholl and Flight Lieutenant Frederick George Darby Hards, RNAS - London Gazette 22. juni 1916
21. ↑  Death of colonel Vincent Nicholl, D.S.O., D.S.C. Arkiveret 13. november 2014 hos  Wayback Machine - Flight 27. oktober 1927
22. ↑  Order of Battle Jutland / Skagerrak 31 May to 1 June 1916 - navweaps.com
23. ↑  Achtung Zeppelin VII: Luftschiffkapitän Strasser Abenteuer in Wolkenkuckucksheim - horseformer.blogspot.dk